# Орден Сокола (Чехословакия)
Орден Сокола (чеш. Řád sokola), также неофициально известный как орден Штефаника (чеш. Štefánikův Řád) — чехословацкий орден, учреждённый в ноябре 1918 года.

## История
Орден был предложен в сентябре 1918 года военным министром Миланом Растиславом Штефаником (отсюда и неофициальное название) и учреждён в 1919 году.
Предназначался для награждения людей, внёсших значительный вклад в достижение независимости Чехословакии. Членство в ордене в первую очередь предоставлялось членам Чехословацкого легиона, служившим в Сибири во время Гражданской войны.
Орден просуществовал недолго, и, как и прочие награды Чехословацкого национального совета, вскоре после провозглашения Чехословакией независимости в 1919 году, были отменены как «недемократические».
Одним из самых известных офицеров, получивших звание рыцаря ордена Сокола, был генерал-майор Ян Сыровый, командовавший во время Гражданской войны всеми антибольшевистскими силами в Сибири с октября 1918 по январь 1919 года. Он же, по иронии, в сентябре 1938 года в качестве премьер-министра Чехословакии был вынужден принять условия Мюнхенского соглашения, прекратившего существование Чехословакии.

## Степени
Награждение происходило либо в военном, либо в гражданском варианте. Орден имел пять степеней:
- Большой крест (Velkokříž), I степень
- Великий офицер (Velkodůstojník), II степень
- Командор (Komtur), III степень
- Офицер (Důstojník), IV степень
- Рыцарь (Rytíř), V степень.

Ввиду недолгого существования ордена были произведены награждения только низшей степенью.

## Описание награды
Знак ордена представлял собой перевёрнутую звезду с выпуклым белым эмалевым диском с позолоченной каймой в центре, окружённым пятью синими лучами. На аверсе изображались три холма синего цвета, над которыми было четыре летящих сокола. На реверсе была монограмма «ČS» синего цвета с годом «1918» сверху и лавровыми ветвями с обеих сторон (все контура награды были позолочены).
Знак подвешивался через позолочёное кольцо в виде лавровых листов, на планку военной версии добавлялись позолочёные скрещённые мечи.
Муаровая лента ордена была красного цвета, с центральной узкой белой полосой, по краям которой располагались тонкие белые полосы. За дополнительные заслуги к ленте выдавалась звезда.
Орден стал первый знак отличия, произведённый в Токио; он поставлялся в лакированной коробке из пробкового дерева.